# Desenganador
Um desenganador ou desacreditador (na língua inglesa, debunker) é um cético engajado no combate a afirmações e ideias que, na sua visão, são falsas e não-científicas. Alguns dos mais famosos são: James Randi, Padre Quevedo, Basava Premanand, Penn e Teller e Harry Houdini. Muitos desenganadores se tornam controversos, pois costumam exprimir opiniões contundentes e tendem a comentar sobre assuntos que possuem o potencial de ofender valores pessoais, como religião e crenças em geral.
Críticos dos desenganadores dizem que suas conclusões estão cheias de interesse próprio e que sendo cruzados contra a religião são muito frequentemente "fanáticos religiosos" (sic) com uma necessidade de certeza e estabilidade. Entretanto, alguns desses críticos os evitam quando chamados por eles a comprovar cientificamente suas teorias e alegações.
David J. Hufford, da Universidade Estadual da Pensilvânia, numa crítica à literatura académica que procura desacreditar testemunhos de encontros invulgares, argumenta que é muito comum encontrar em boa parte dela uma série de erros informais, tais como apelos à autoridade, falácias post hoc ergo propter hoc, ataques pessoais e outros. 
A observação realizada por Carl Sagan, de que "A ausência de evidências não é evidência de ausência" colocaria em xeque o comportamento de desenganadores que consideram novas ideias e atividades como falsas até a prova em contrário, agindo como se o fato de as evidências ainda não terem sido encontradas significasse que elas nunca o seriam. Por outro lado, Sagan também teria observado que "alegações extraordinárias exigem evidências extraordinárias".[carece de fontes?] Assim, do mesmo modo que argumenta-se que grandes avanços científicos da história foram inicialmente recebidos com grande ceticismo, em todos os casos estes avanços foram causados por teorias inovadoras baseadas em sólidas evidências que as suportavam.